# Kroatisch grondleger

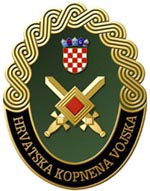
Embleem van het leger

Het Kroatisch grondleger (Kroatisch: Hrvatska kopnena vojska), ook wel verkort tot Kroatisch leger (Hrvatska vojska), is een tak van de Krijgsmacht van Kroatië.
Het leger is opgericht in 1992 en beschikt over 12.000 tot 13.000 troepen. Het was een van de belangrijkste partijen in de Kroatische Onafhankelijkheidsoorlog van 1991 tot 1995.
Het Kroatisch grondleger moet niet verward worden met de Kroatische Defensiekrachten (HOS), de militaire arm van de Kroatische Partij van Rechten die opging in het Kroatische grondleger in 1992.